# Propyn

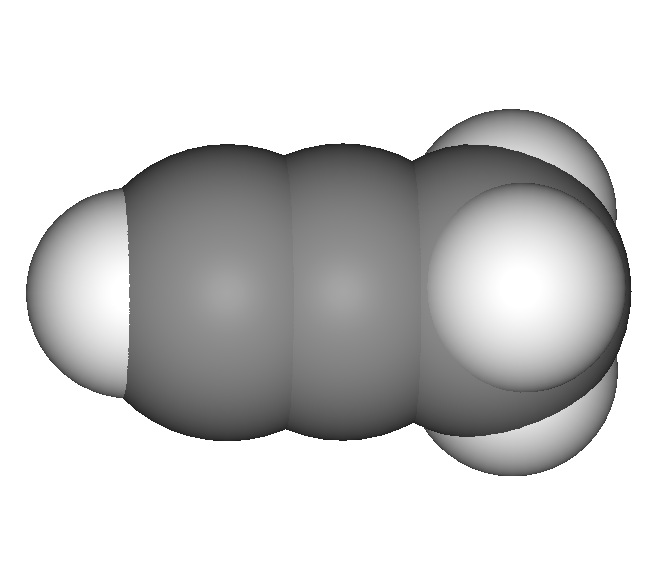
Model molekuly propynu

Propyn (dříve propin, též methylacetylen) je uhlovodík ze třídy alkynů se vzorcem H3C-C≡CH. Společně se svým izomerem 1,2-propadienem (allenem) je součástí svářecího plynu MAPP. Na rozdíl od ethynu (acetylenu) ho lze bezpečněji stlačovat.

## Výroba a rovnováha s allenem
Propyn se vyskytuje v rovnováze s allenem, směs těchto plynů se nazývá MAPD:
H3CC≡CH ⇌ H2C=C=CH2
Keq = 0,22 (270 °C), 0,1 K (5 °C)
MAPD vzniká jako vedlejší produkt, často nežádoucí, v procesu krakování propanu při výrobě propenu (propylenu), důležité suroviny pro chemický průmysl. MAPD interferuje s katalytickou polymerizací propenu.

## Použití

### Raketové palivo
Evropské výzkumy se zabývaly použitím lehkých uhlovodíků s kapalným kyslíkem jako relativně výkonného kapalného raketového paliva; tato kombinace je méně toxická než běžně používané systémy MMH/NTO (monomethylhydrazin + dimer oxidu dusičitého). Propyn se ukázal jako velmi výhodný pro operace na nízké oběžné dráze Země. Tento závěr je založen na předpokládaném specifickém impulsu 370 s (při použití kyslíku jako oxidantu), vysoké hustotě, vysoké výkonové hustotě a na nepříliš nízké teplotě varu, která znamená méně problémů než jaké jsou například u paliv vyžadujících skladování při extrémně nízkých teplotách.

### Organická chemie
Propyn je běžně používaným tříuhlíkovým stavebním blokem pro organickou syntézu. Deprotonací n-butyllithiem vzniká propynyllithium. Toto nukleofilní reagens poskytuje karbonylové skupiny a vznikají alkoholy a estery. Čistý propyn je drahý, lze však použít k těmto účelům i levný MAPP.